# Nikola Tesla-museet

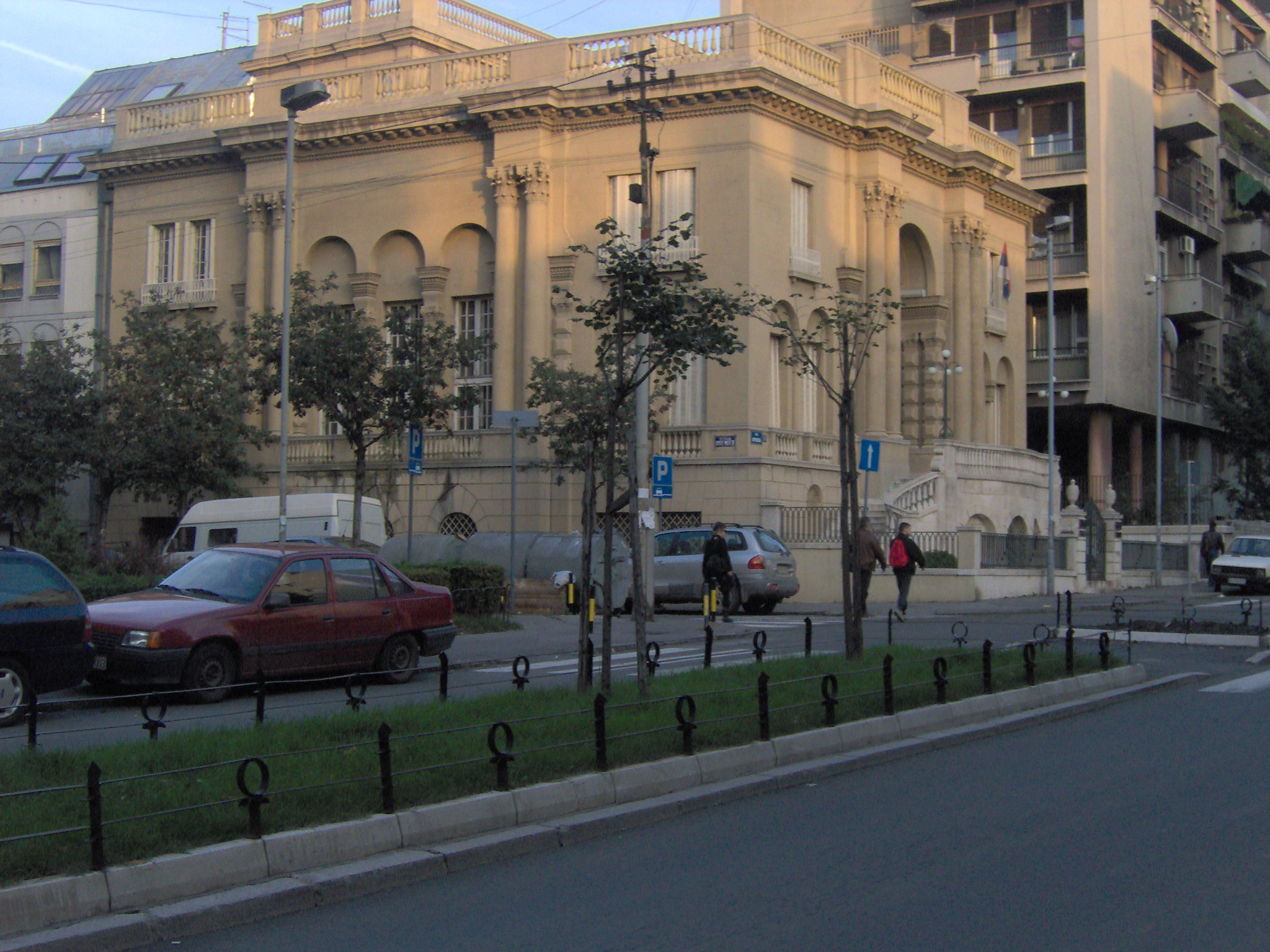
Nikola Tesla-museet

Nikola Tesla-museet (serb. Музеј Николе Тесле / Muzej Nikole Tesle) ligger i centrala Belgrad, på adressen Krunska 51, i en villa byggd 1927 ritad av Dragiša Brašovan. Villan användes för olika ändamål fram till 1952, då regeringen beslutade att den skulle användas till ett museum över uppfinnaren Nikola Teslas liv och gärning. Museet har bevarat Teslas kvarlåtenskap, och i museet återfinns bland annat:
- över 160 000 originaldokument
- över 2 000 böcker och tidskrifter
- över 1 200 historiska och tekniska utställningsobjekt
- över 1 500 fotografier och glasplåtar över tekniska föremål, instrument och apparater

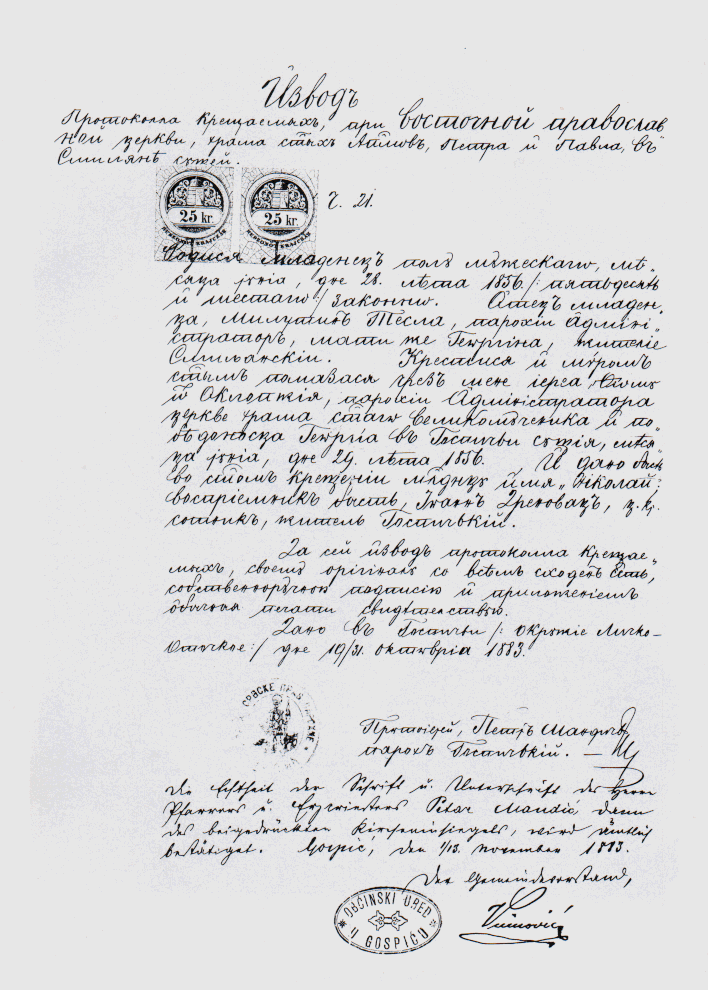
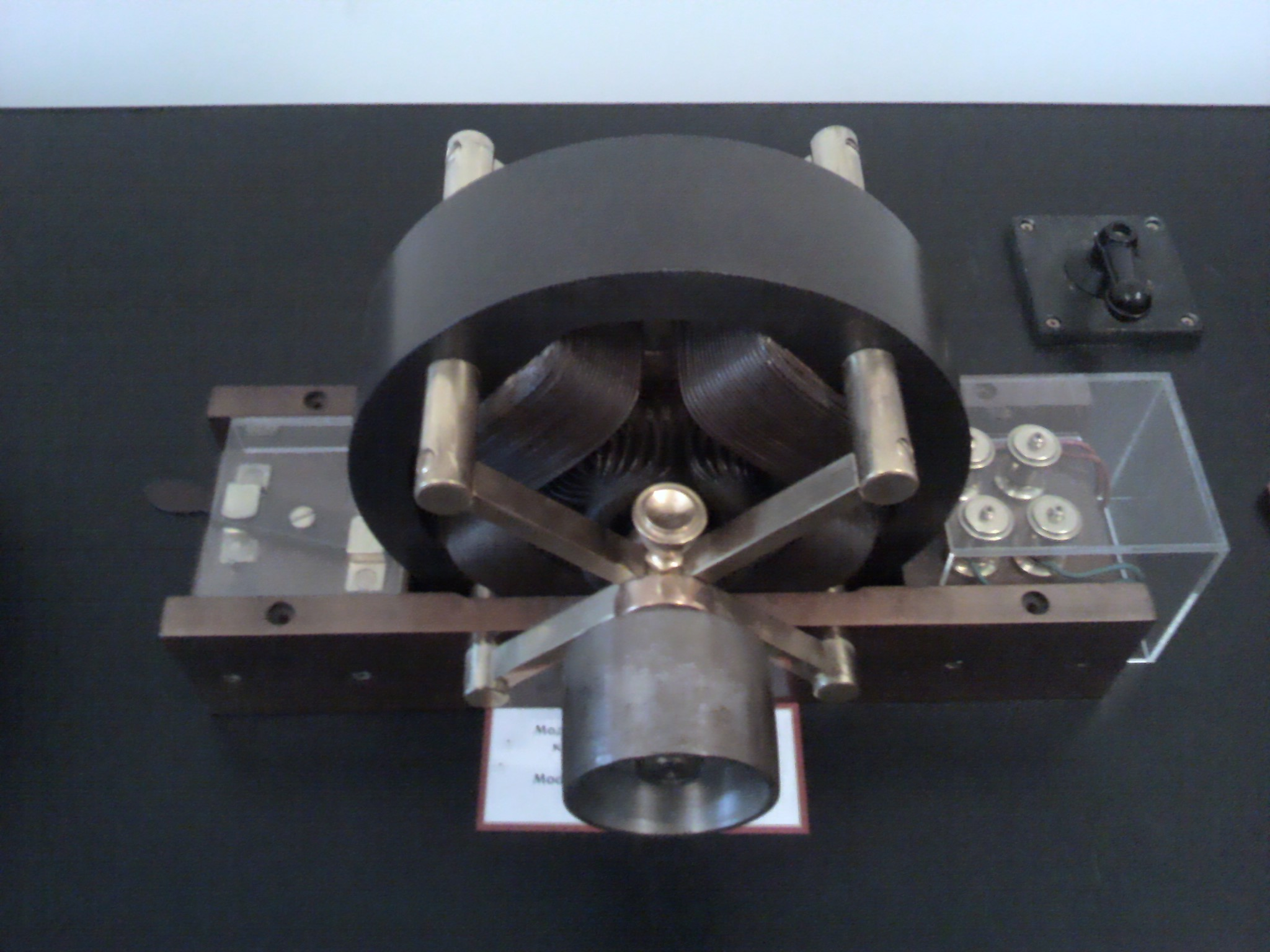
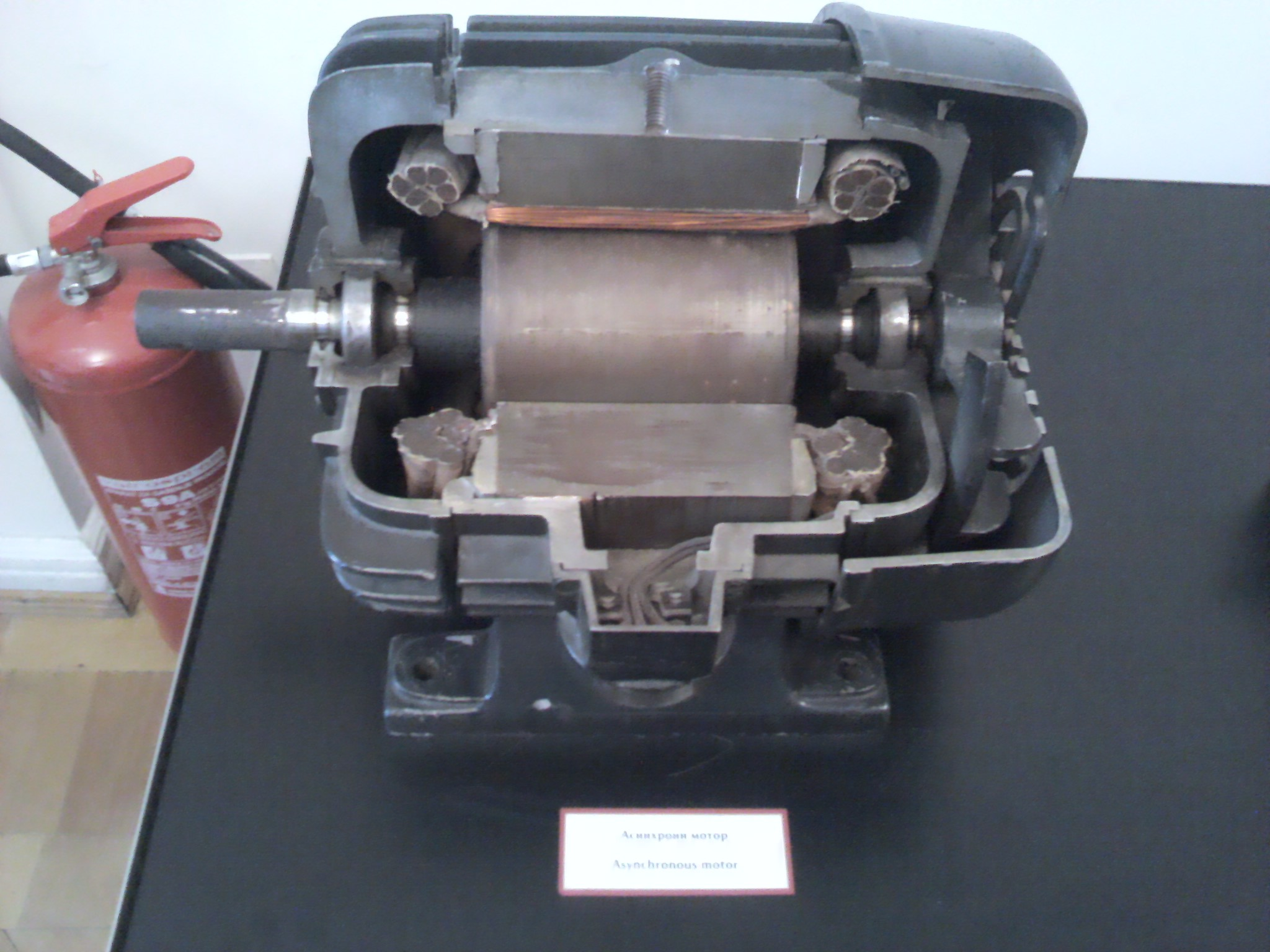
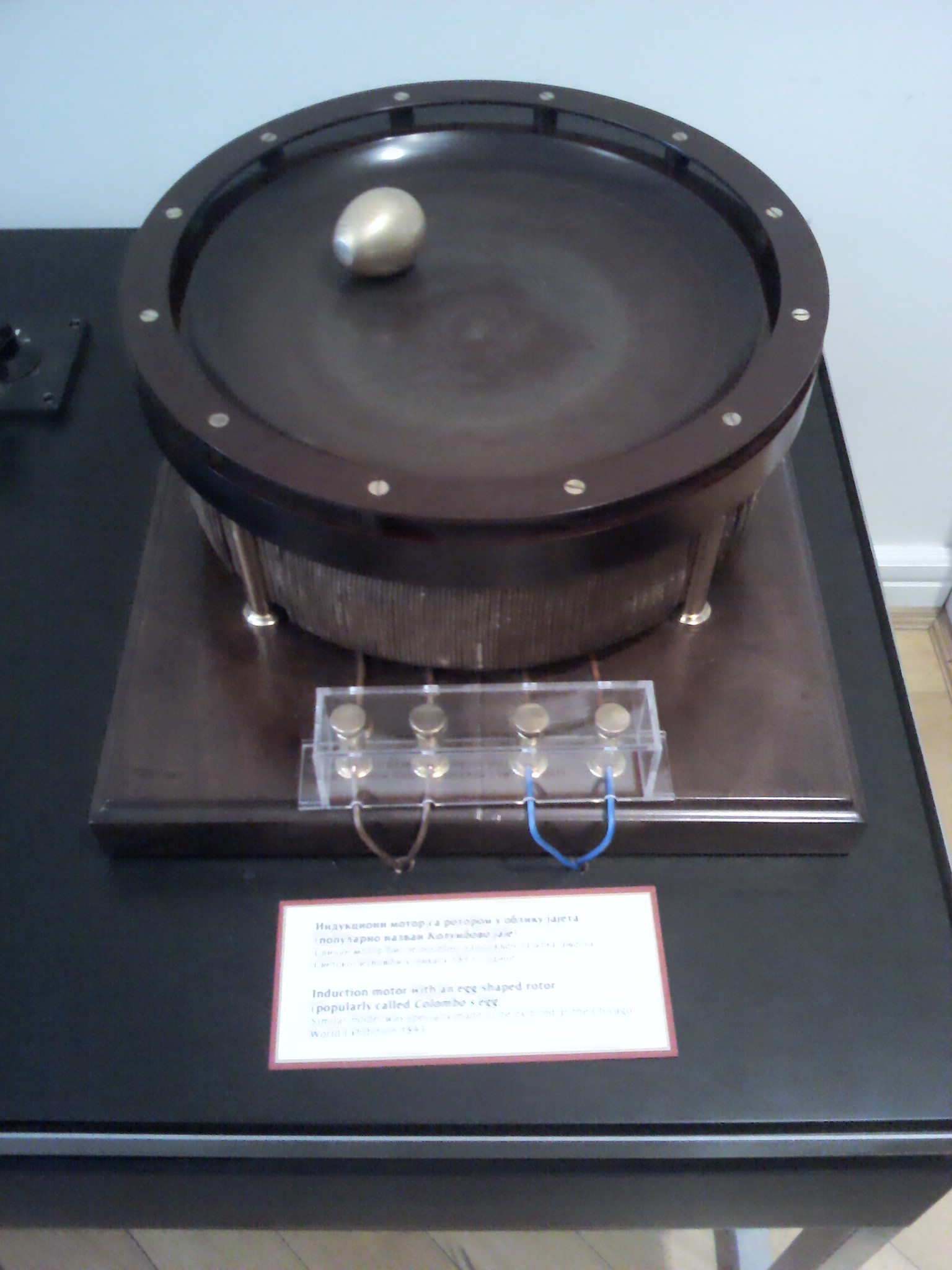
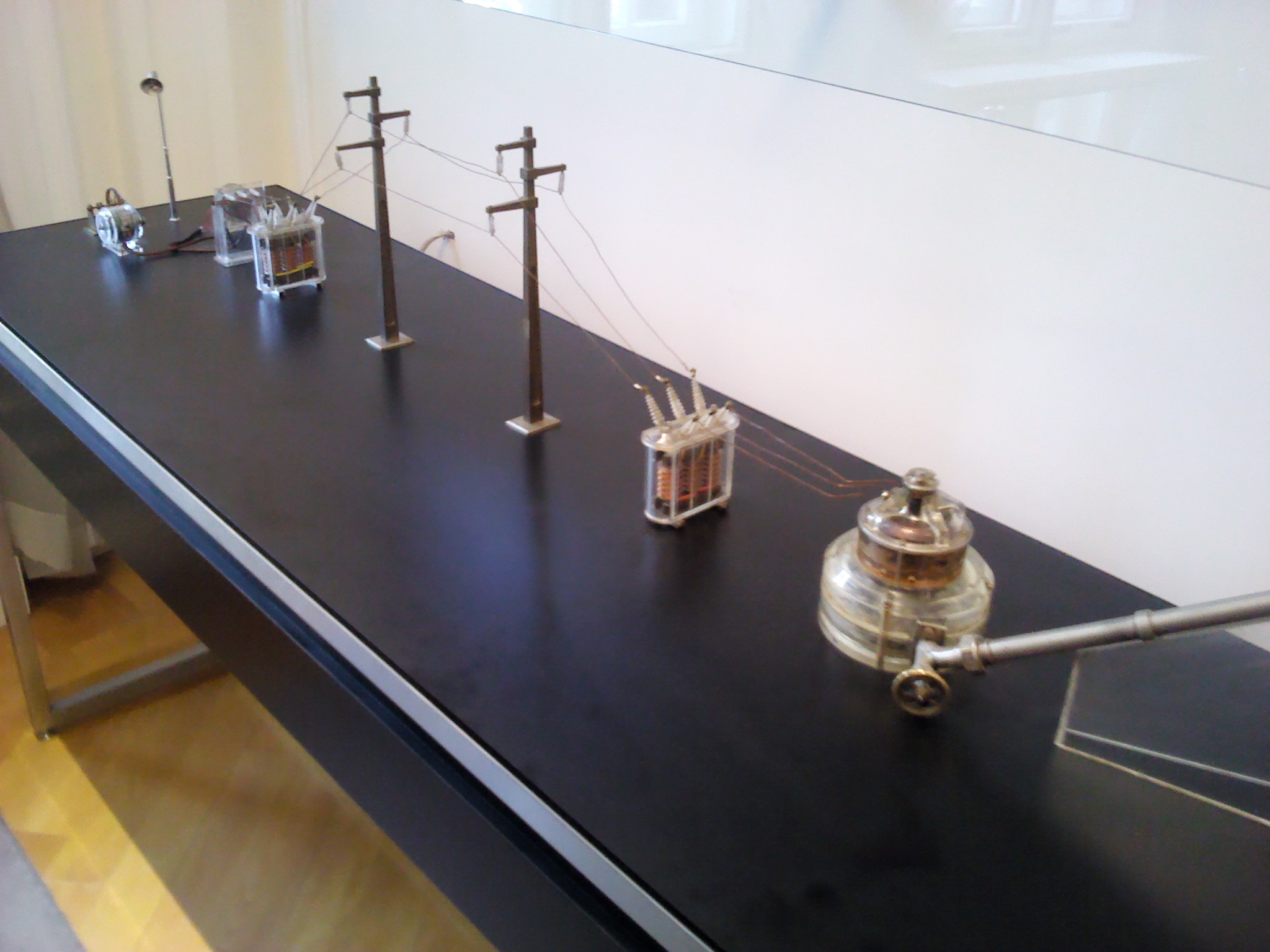
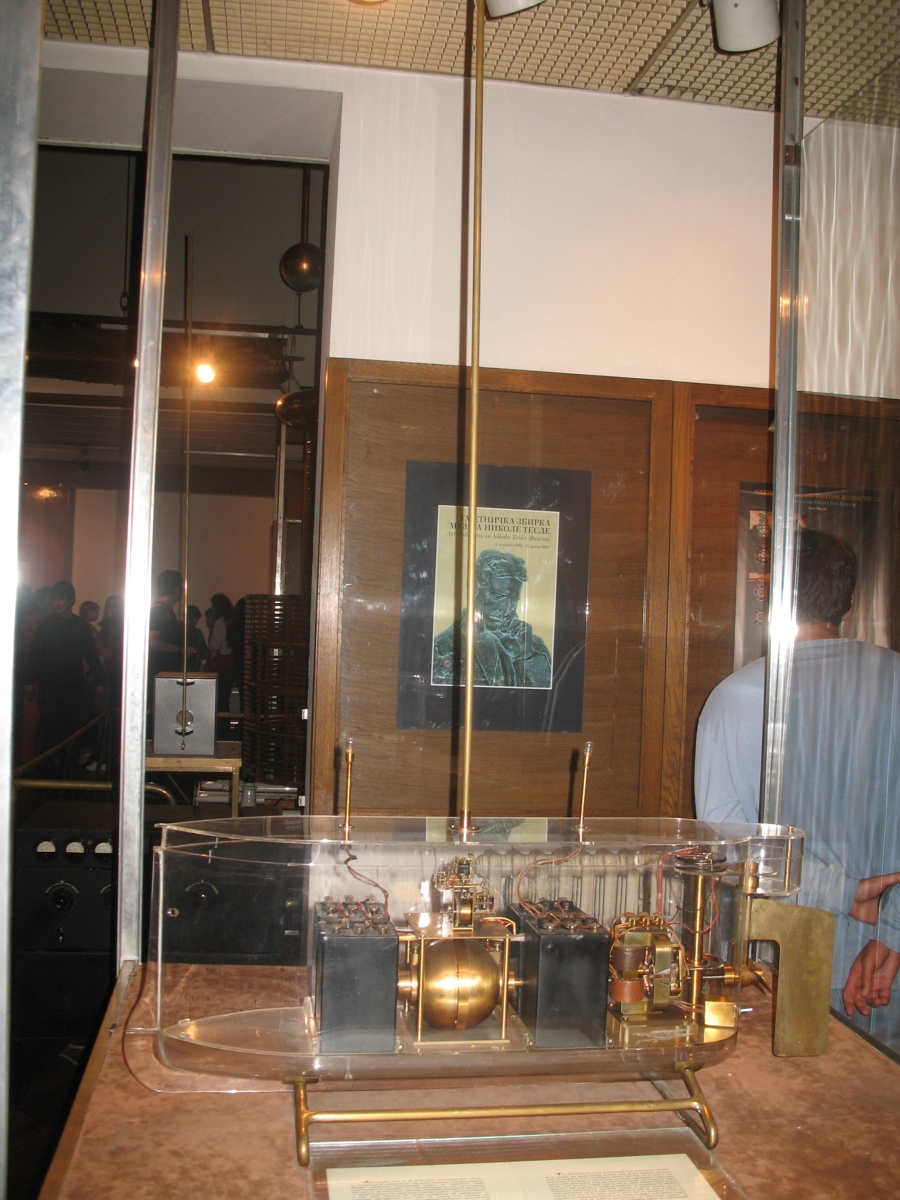
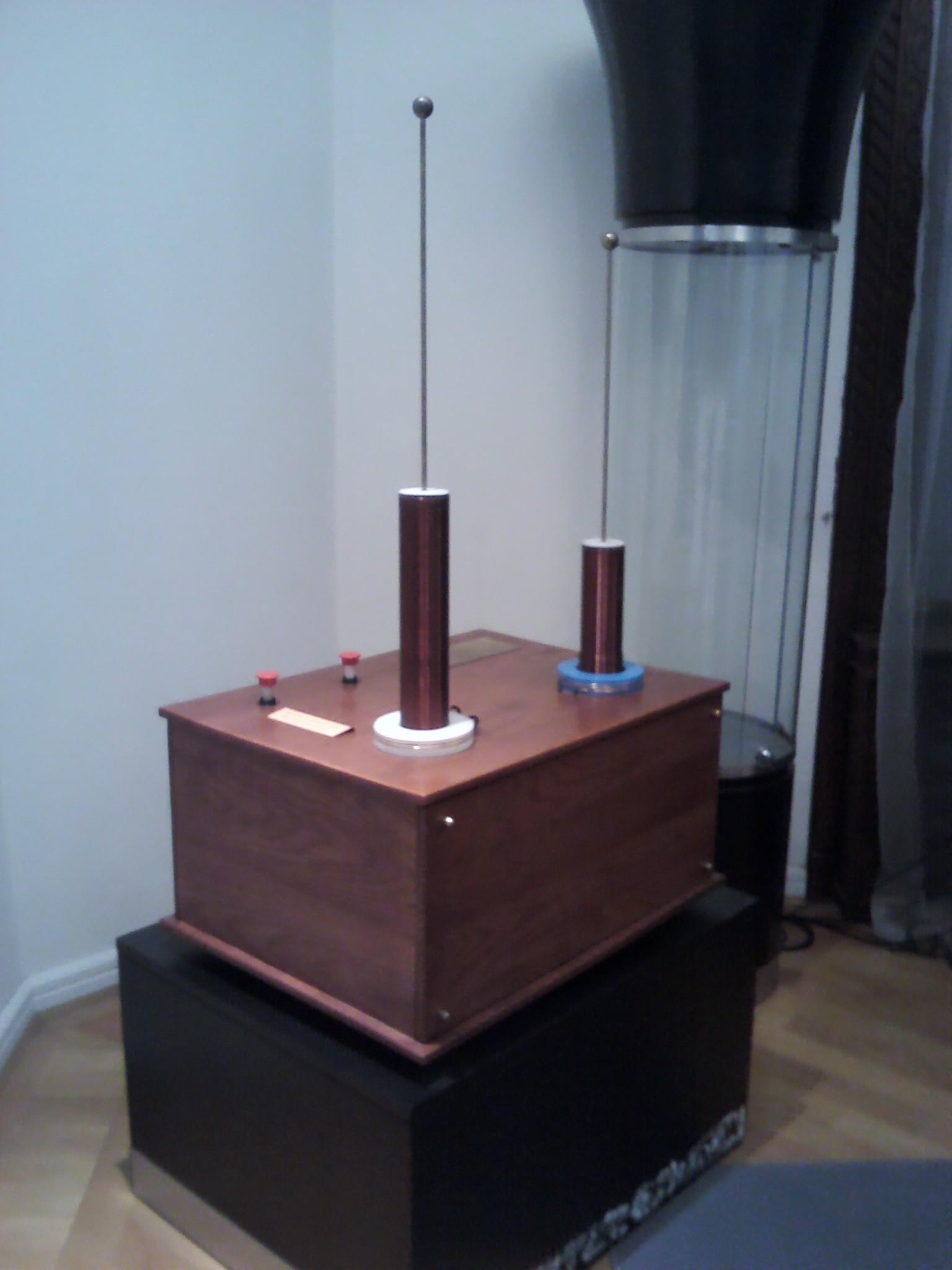
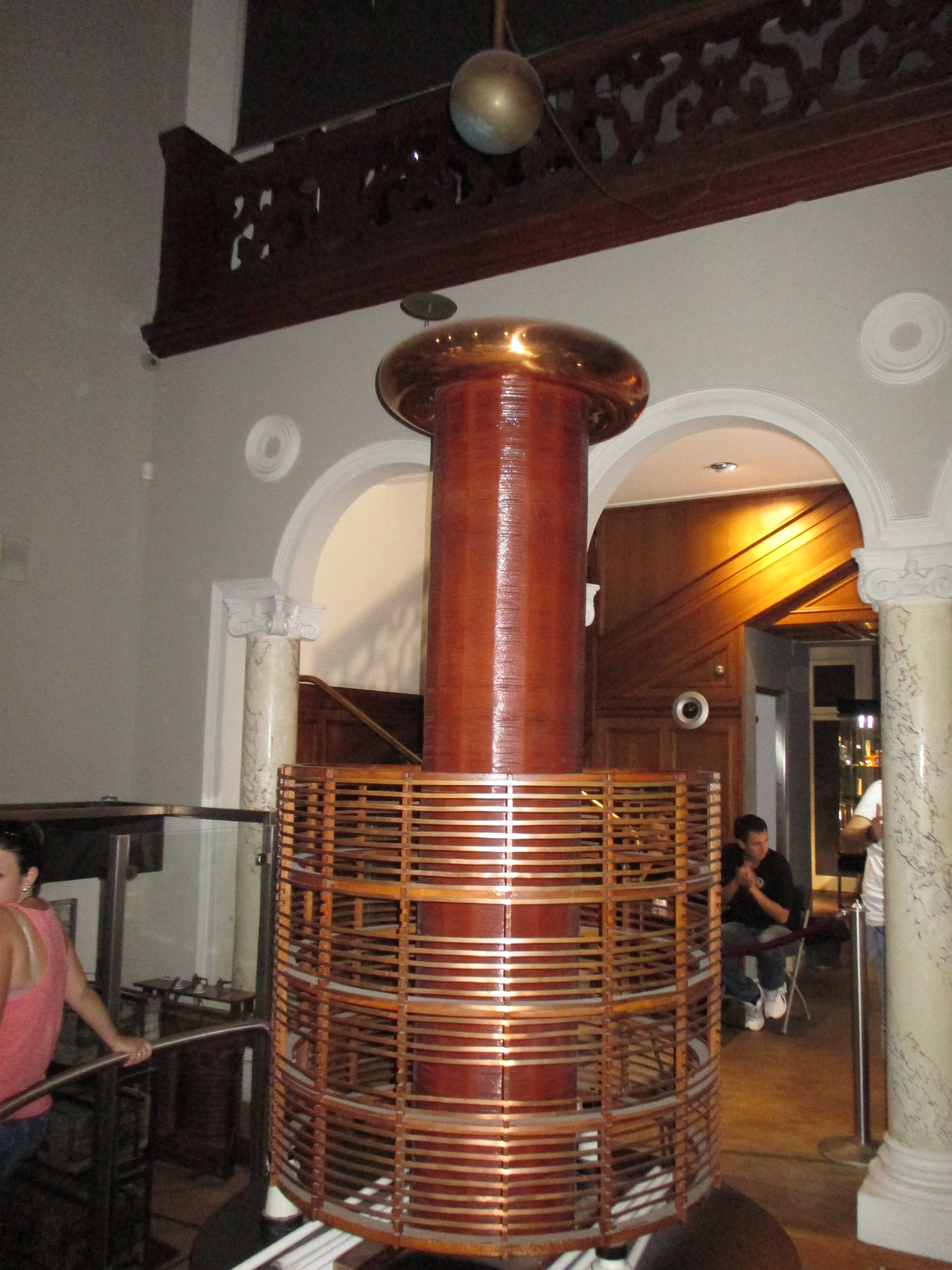
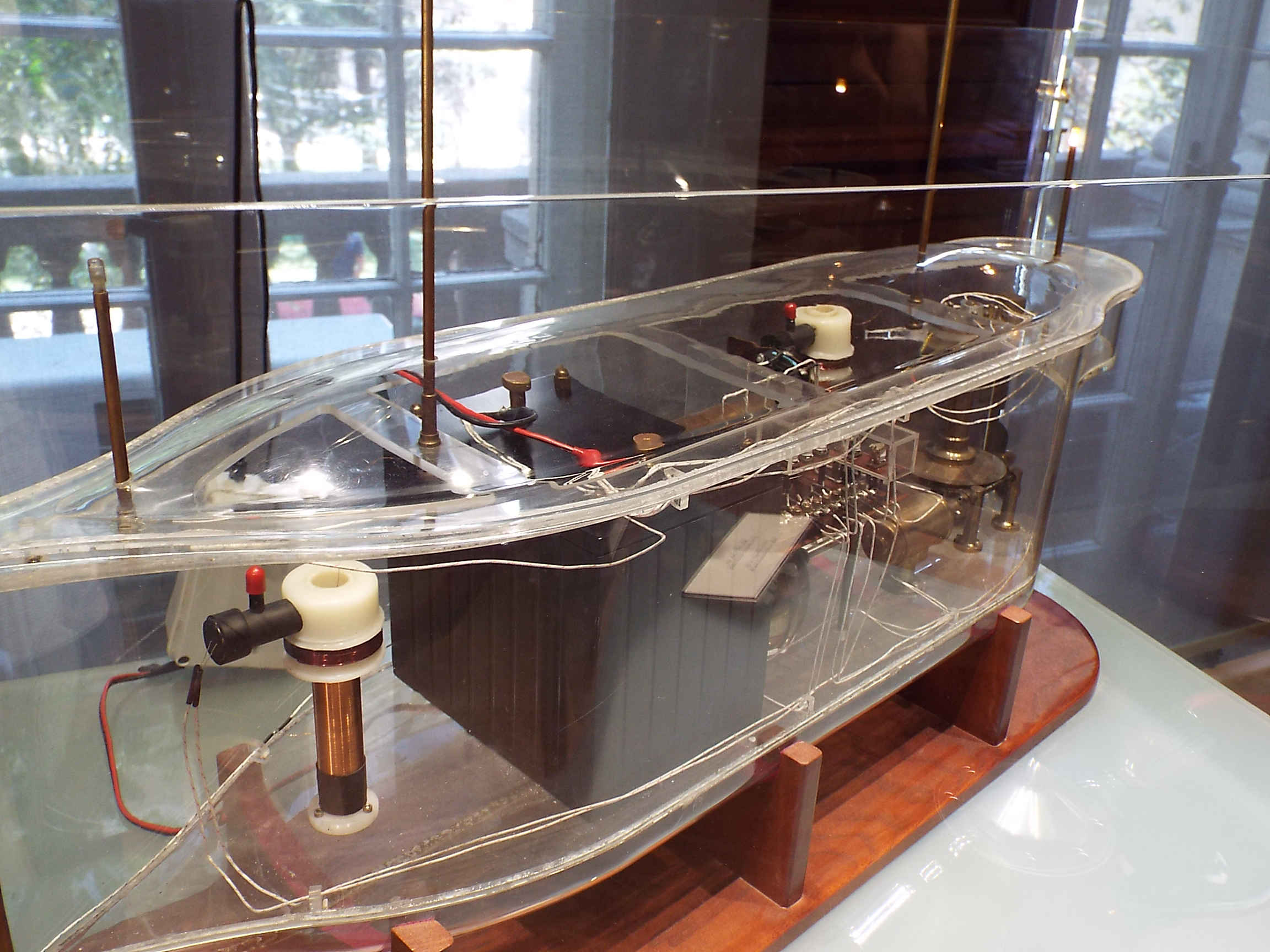
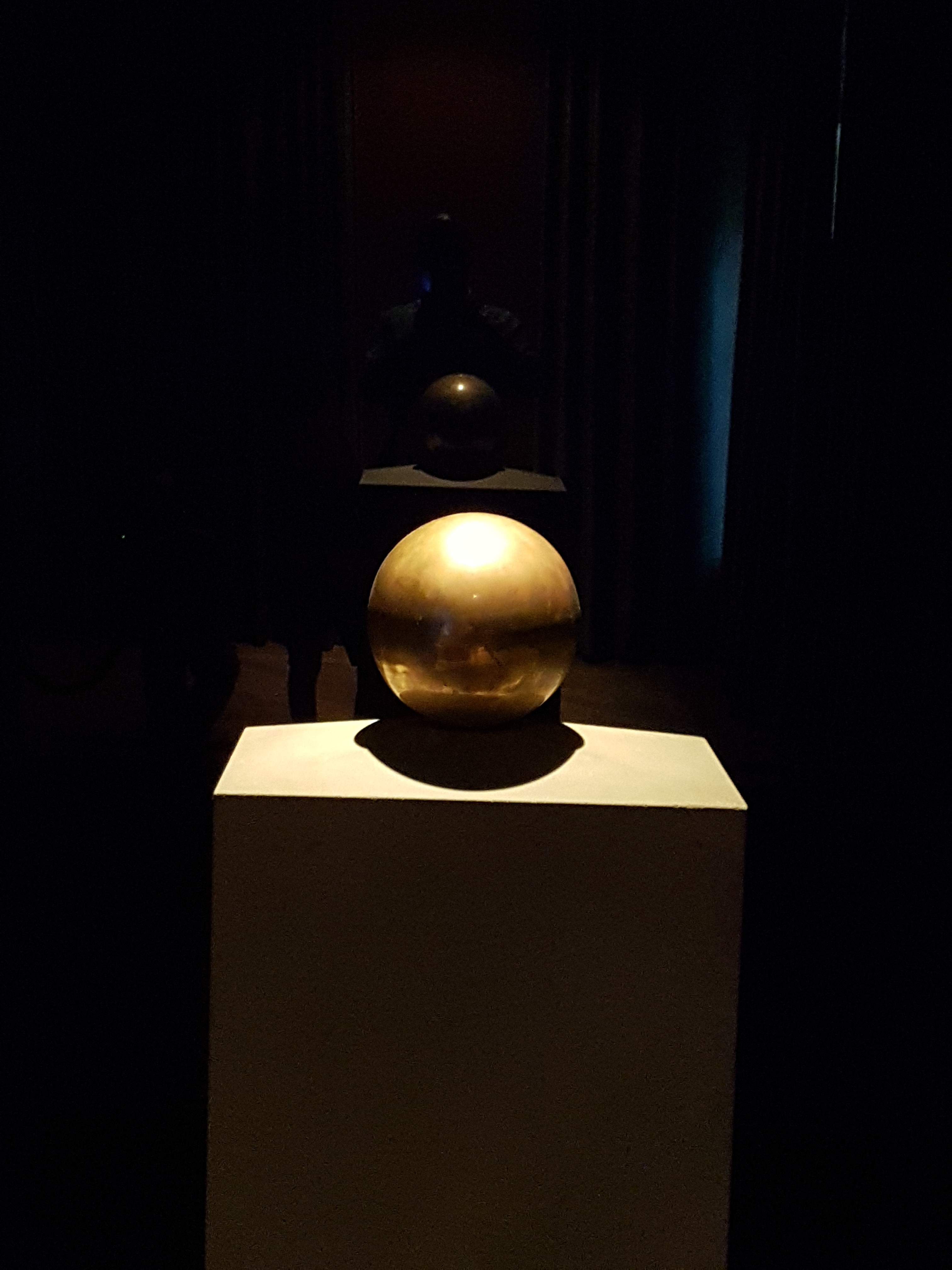
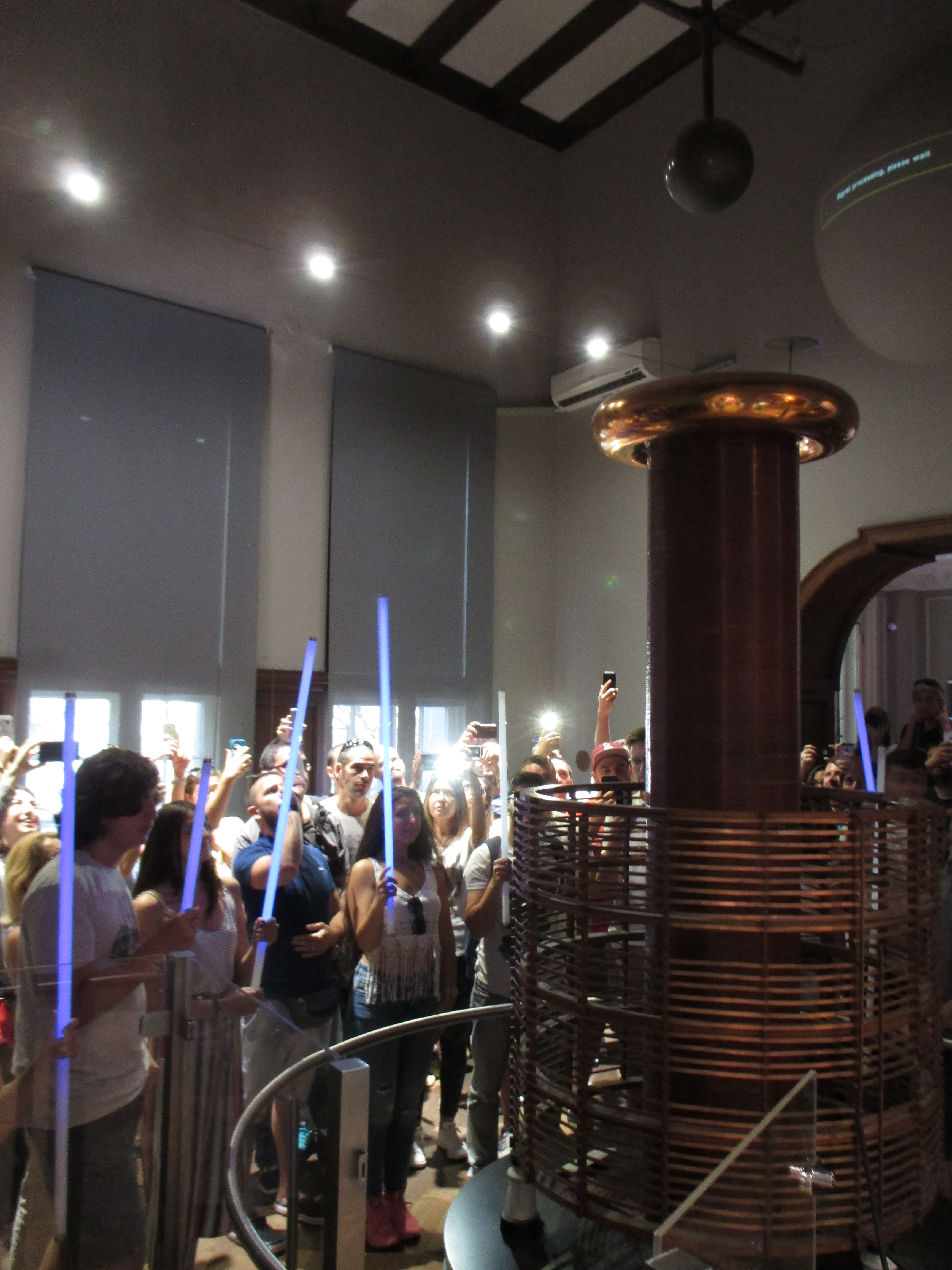
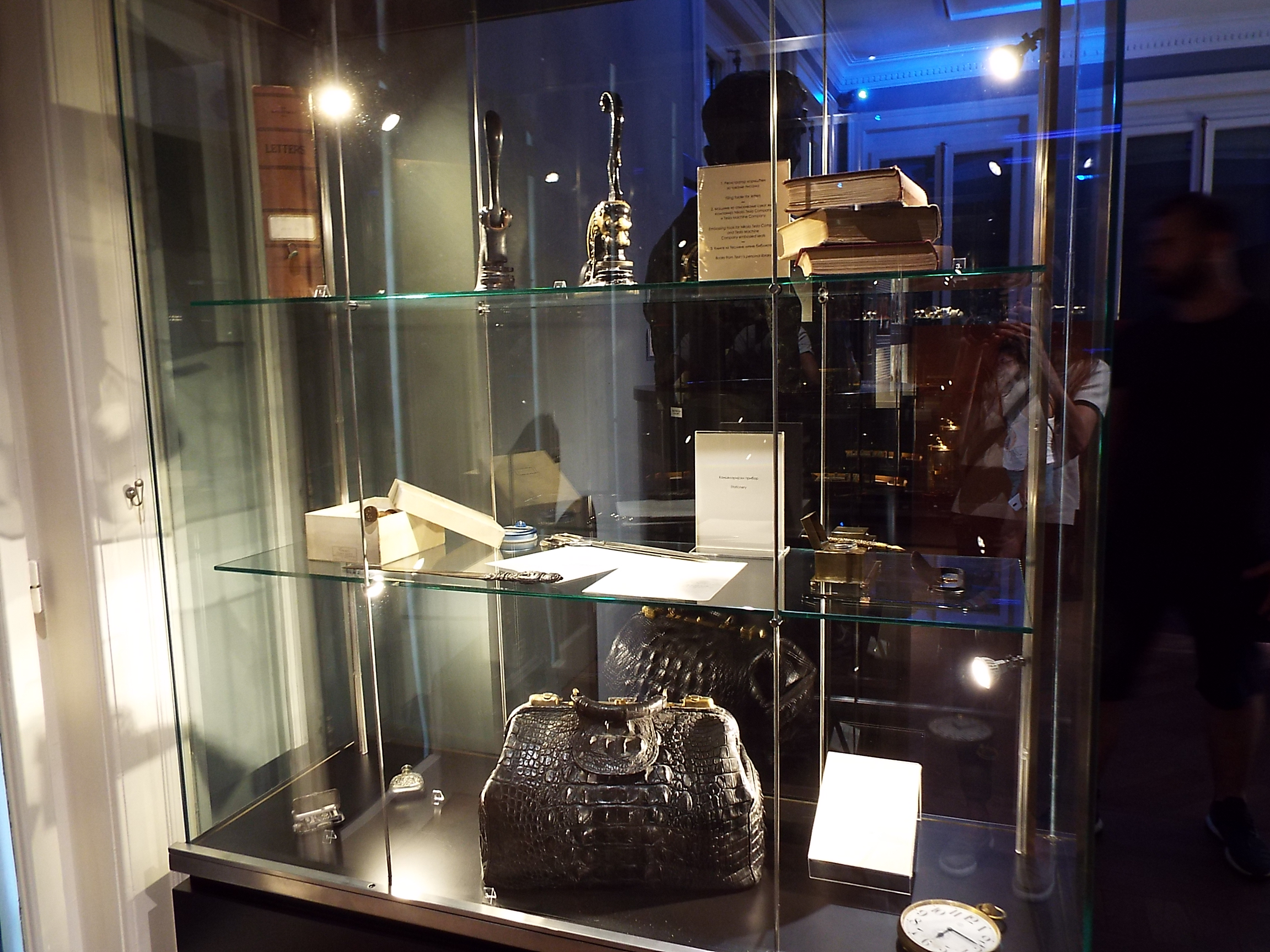
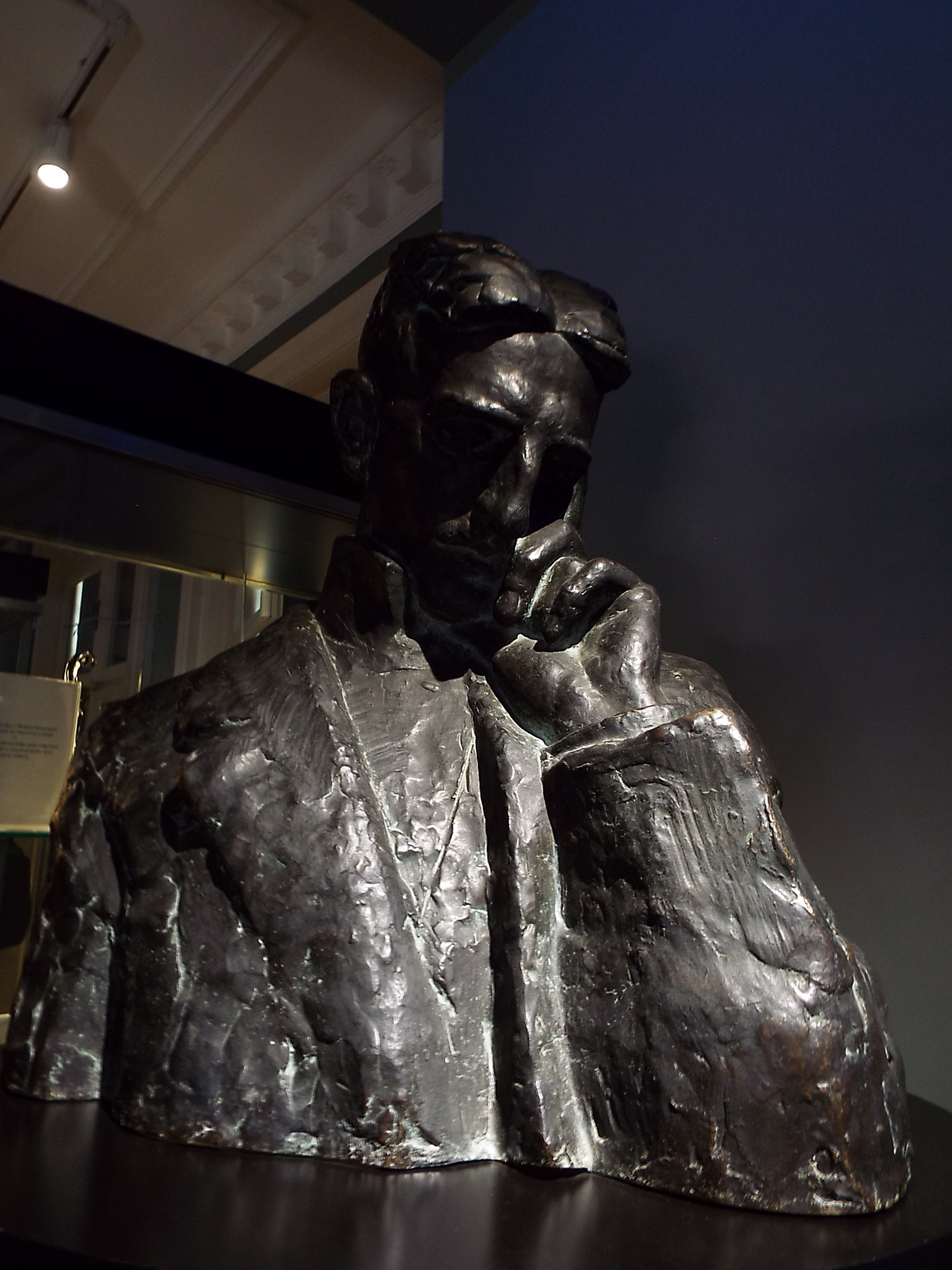
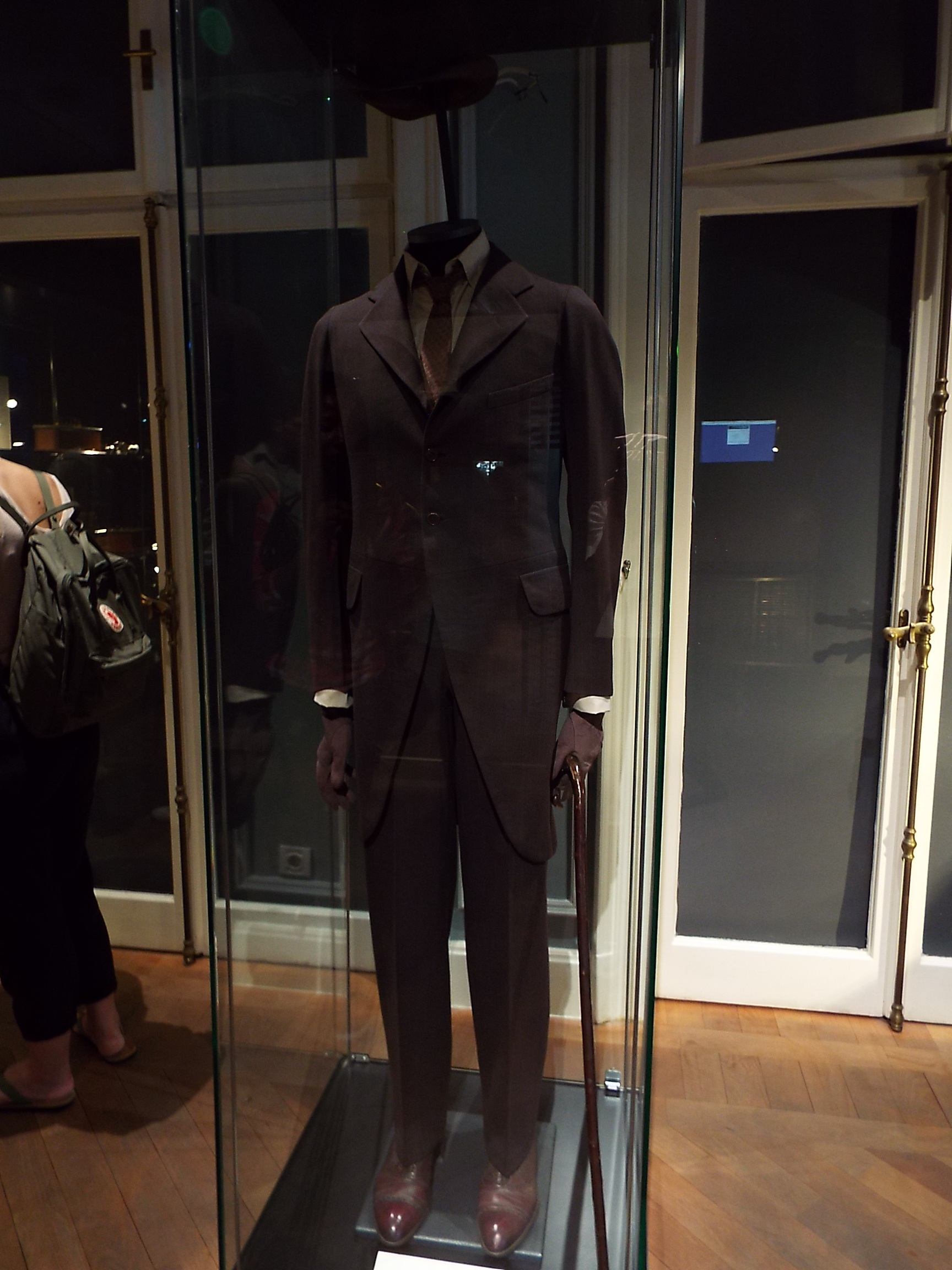

- över 1 000 planer och ritningar.